# 宮和田
宮和田（みやわだ）は、茨城県取手市の地名。郵便番号300-1514。

## 地理
取手市北東部、小貝川南岸に位置する。北は大曲・新川、東は龍ケ崎市小通幸谷町・川原代町、取手市平野、南は桜が丘・渋沼・中田、西は藤代・藤代南・片町に隣接する。

### 河川
- 小貝川 - 文巻橋（国道6号）

### 地価
住宅地の地価は、2017年（平成29年）の公示地価によれば、宮和田字道上1021番31 の地点で5万3300円/m2となっている。

## 歴史
旧藤代町にあたる。

## 世帯数と人口
2017年（平成29年）7月1日現在の世帯数と人口は以下の通りである。
| 町丁   | 世帯数    | 人口    |
| ------ | --------- | ------- |
| 宮和田 | 2,807世帯 | 5,921人 |

## 交通

### 鉄道
- JR東日本常磐線 - 藤代駅

### バス
- 関東鉄道
- ことバス

### 道路
- 国道6号
- 茨城県道208号長沖藤代線

## 施設
- 取手市市民活動支援センター
- JAいばらきみなみ野資産管理センター
- 藤代宮和田郵便局
- 宮和田区民会館
- 宮和田水防倉庫
- 南町集会所
- 小島工芸藤代工場
- 安田製作所藤代工場
- いばらきコープ藤代センター - 敷地北半を占める。

## 史跡
- 信楽寺
- 三軒地稲荷神社
- 八坂神社
- 熊野神社